# James Usry
James Leroy Usry (Athens, 2 febbraio 1922 – Absecon, 25 gennaio 2002) è stato un cestista e politico statunitense, professionista nella NBL.

## Carriera
Giocò per una stagione nella NBL, disputando 36 partite con 9,1 punti di media.